# عبدو مجيدوفيتش
عبدو مجيدوفيتش Avdo Međedović مواليد 1875 م. بالقرب من مدينة بييلو بوليي في سنجق نوفي بازار العثماني وتوفي 1953 م. في مدينة بييلو بوليي في يوغوسلافيا كان قوال غوسلي (شاعر ربابة) ويعدّ من طليعة عازفي الغوسلا (ربابة) في التراث الشفهي، وأهم شاعر ملحمي في تقاليد الشعر الملحمي (سيرة شعبية) عند السلاف الجنوبيون في اللغة الصربية الكرواتية

## أبحاث باري ولورد
في عام 1934 اكتشفَ الباحث الأمريكي باري Milman Parry إمكانيات عبدو مجيدوفيتش، وشكلت قدراته واسلبوه الاساس لنظرية التراث الشفوي فيما يتعلق بالسؤال الهوميري. وبعد وفاة الباحث باري أصبحت تسجلات أغاني عبدو مجيدوفيتش الذخيرة الثقافية للشعر الملحمي للسلاف الجنوبيون في جامعة هارفارد.
كما حبا الباحث لورد Albert Lord اللقب التشريفي «هومير اليوغسلافي» لمجيدوفيتش .
وفي معرض ابحاثمها عن شخصية الشاعر هوميروس ومحاولة الجواب عن السؤال الهوميري سافر الباحثان باري Parry ولورد Lord عام 1933 م. إلى دوبروفنيك لحفظ وتسجيل السير والملاحم في مملكة يوغسلافيا حينها عند القوالين السلافين الجنوبيين بما أتيح حينها من تقنيات تسجيل، ورافقهم Guslaren Nikola Vojnović الذي كان يجري المحادثات، وكان هدفهما الحصول على مقارنة «أصلية» مع الحالة الهوميرية.
وجد باري في شخصية هوسوفيتش Ćor-Huso Husović المؤسطرة (والذي تشبه سيرته سيرةهوميروس، إذ لامعلومات مؤكدة فيها ونشأتها أسطورية) والمعلم المفترض لعبدو مجيدوفيتش مغنيي مبرمجين صارا لهما من خلال وسمهما كمعادلين حديثين لهوميروس في الأبحاث الهوميرية الأمريكية بشكل خاص، هذا الوضع المثالي، وكما هوميروس وشعراء قوالين آخرين أصبحت لهما سمعة شعراء فرسان . ولأنهما آخر هذا النوع الأدبي كذلك .

## موهبة عبدو مجيدوفيتش
من بين القوالين الذين سجل لهم باري عام 1935 ولورد عامي 1950 و1951 كان مجيدوفيتش الأكثر موهبة إلى حد بعيد ، فسيرة زفاف ميهو سمايلاجيتش (Ženidba Smailagić Meha) التي يبلغ طولها 12323 سطرًا والتي كان مجيدوفيتش يتلوها عن ظهر قلب، تضارع الإلياذة البالغ طولها 15690 سطر.
أطول تسجيل لإحدا ملاحم مجيدوفيتش دامت 16 ساعة وتطلبت 199 وجه أسطونة تسجيل غرامفون (gramophone record). ويبلغ مجموع تسجيلات أغاني مجيدوفيتش في جامعة هارفارد 53 ساعة.
ورغم أن مجيدوفيتش تعلم التركية في الجيش العثماني إلا أنه بقي أميًا ولم يجد الكتابة والقراءة في أي لغة. ومع ذلك فقد تمكن من حفظ أغنية مكونة من 2194 سطر سمعها لمرة واحدة وتكرارها بعد 16 سنة من دون أن يكون قد تلاها خلال تلك الأعوام.

## ملاحم
- (Ženidba Smailagić Meha (The Wedding of Meho Smailagić, 1935
- Sultan Selim uzima Bagdat
- Đerđelez Alija i Vuk Jajčanin
- Bolovanje cara Dušana u Prizrenu
- Robija Tala Oreškog osam godina u Ozimu
- Osman-beg Delibegović i Pavićević Luka
- Mujo i Halil ufatili Kostreš Harambašu
- Ženidba Vlahinić Alije Zlatom Alajbega iz Klisa